# Säsong 11 av RuPauls dragrace
Säsong 11 av RuPauls dragrace sändes under våren 2019 på den amerikanska kanalen VH1. I säsongen tävlar 15 dragqueens om titeln "America's Next Drag Superstar" och 100 000 dollar. Till säsongen återvände en deltagare från fjolårets säsong, Vanessa Vanjie Matteo, som gavs en ny chans i tävlingen efter att ha blivit ett viralt fenomen i sociala medier efter tionde säsongens premiäravsnitt.

## Produktion
Den 13 juni 2018 beställde VH1 en ny säsong av programmet, tillsammans med eftersnack-programmet Untucked. Säsongens deltagare utgjordes av fjorton nya drugor samt en återvändare från förra säsongen. Årets tävlingsdeltagare avslöjades den 24 januari 2019 genom en direktsändning på Youtube med Aquaria och Adam Rippon som programvärdar.

## Tävlingsdeltagare
De tävlande om titeln "America's Next Drag Superstar" i den elfte säsongen av RuPauls dragrace är:

(ålder och namn gäller tiden då tävlingen ägde rum)
| Tävlingsdeltagare        | Namn              | Ålder | Hemstad                 | Placering     |
| ------------------------ | ----------------- | ----- | ----------------------- | ------------- |
| A'keria Chanel Davenport | Gregory D'Wayne   | 30    | Dallas, Texas           | 3:e/4:e plats |
| Ariel Versace            | Bryan Neel        | 26    | Cherry Hill, New Jersey | 11:e plats    |
| Brooke Lynn Hytes        | Brock Hayhoe      | 32    | Nashville, Tennessee    | 2:a plats     |
| Honey Davenport          | James Heath-Clark | 32    | New York, New York      | 13:e plats    |
| Kahanna Montrese         | Tyrone Hardiman   | 25    | Las Vegas, Nevada       | 14:e plats    |
| Mercedes Iman Diamond    | Curran            | 31    | Minneapolis, Minnesota  | 12:e plats    |
| Nina West                | Andrew Levitt     | 39    | Columbus, Ohio          | 6:e plats     |
| Plastique Tiara          | Duc Tran          | 21    | Southlake, Texas        | 8:e plats     |
| Ra'jah O'Hara            | Benni Miller      | 33    | Dallas, Texas           | 9:e plats     |
| Scarlet Envy             | Jacob James       | 26    | Brooklyn, New York      | 10:e plats    |
| Shuga Cain               | Jesus Martinez    | 40    | New York, New York      | 7:e plats     |
| Silky Nutmeg Ganache     | Reginald Steele   | 28    | Chicago, Illinois       | 3:e/4:e plats |
| Soju                     | Tony Hyunsoo Ha   | 27    | Chicago, Illinois       | 15:e plats    |
| Vanessa Vanjie Mateo     | Jose Cancel       | 26    | Tampa, Florida          | 5:e plats     |
| Yvie Oddly               | Jovan Bridges     | 24    | Denver, Colorado        | 1:a plats     |

## Gästdomare
Listade i kronologisk ordning:
- Miley Cyrus, sångare och skådespelare[11]
- Bobby Moynihan, skådespelare, komiker
- Sydelle Noel, skådespelare, atlet
- Guillermo Díaz, skådespelare
- Troye Sivan, sångare
- Joel McHale, skådespelare, komiker
- Tiffany Pollard, dokusåpa-kändis
- Cara Delevingne, modell, skådespelare
- Elvira, Mistress of the Dark, skådespelare, programvärd
- Mirai Nagasu, konståkare
- Adam Rippon, konståkare
- Travis Wall, dansare och koreograf
- Kandi Burruss, sångare, dokusåpa-kändis
- Amber Valletta, modell, skådespelare
- Clea DuVall, skådespelare
- Tony Hale, skådespelare
- Fortune Feimster, skådespelare, komiker
- Cheyenne Jackson, skådespelare, sångare
- Natasha Lyonne, skådespelare
- Katherine Langford, skådespelare
- Gina Rodriguez, skådespelare
- Wanda Sykes, skådespelare, komiker, författare
- Lena Waithe, författare, skådespelare
- Todrick Hall, sångare, regissör, koreograf

### Specialgäster
Gäster som besökte programmet, men inte satt i domarpanelen.
Avsnitt 1
- Adore Delano, finalist från säsong sex och deltagare i All Stars säsong ett
- Delta Work, deltagare från säsong tre
- Derrick Barry, deltagare från säsong åtta
- Eureka, deltagare från säsong nio och finalist i säsong tio
- Farrah Moan, deltagare från säsong nio och All Stars säsong fyra
- Ginger Minj, finalist från säsong sju och deltagare av All Stars säsong två
- Jasmine Masters, deltagare från säsong sju och All Stars säsong fyra
- Kimora Blac, deltagare från säsong nio
- Manila Luzon, finalist från säsong tre och deltagare av All Stars säsong ett och säsong fyra
- Mariah Balenciaga, deltagare från säsong tre
- Ongina, deltagare från säsong ett
- Raja, vinnare av säsong tre
- Raven, finalist från säsong två och All Stars säsong ett
- Sonique, deltagare från säsong två
- Victoria "Porkchop" Parker, deltagare från säsong ett

Avsnitt 2
- Derrick Barry, deltagare från åtta

Avsnitt 4
- Rachel Maddow, journalist, politisk kommentator
- Yanis Marshall, fransk koreograf och dansare
- Ginger Minj, finalist från säsong sju och deltagare av All Stars säsong två

Avsnitt 5
- Trixie Mattel, deltagare från säsong sju och vinnare av All Stars säsong tre

Avsnitt 6
- Love Connie, dragartist

Avsnitt 7
- Alyssa Edwards, deltagare från säsong fem och All Stars säsong 2

Avsnitt 8
- Jinkx Monsoon, vinnare av säsong fem
- Morgan McMichaels, deltagare från säsong två och All Stars säsong tre

Avsnitt 10
- Delta Work, deltagare från säsong tre
- Kyle Marlett, trollkarl